# Artēmijs Podnieks
Artēmijs Podnieks (* 29. Oktoberjul. / 11. November 1908greg. in Cēsis; † 7. Oktober 1971 in Toronto) war ein lettischer Basketball- und Fußballspieler.

## Karriere und Leben
Artēmijs Podnieks wurde im Jahr 1908 in Cēsis in die Familie von Andrejs Podnieks, einem Psalmisten der St.-Nikolaus-Kirche in der Gemeinde Kosas, und dessen Frau Jewdokija geboren. Er besuchte von 1923 bis 1927 das 1. Staatsgymnasium Riga. Ab 1927 studierte er an der Fakultät für Ingenieurwissenschaften der Universität Lettland und schloss sein Studium 1944 mit einer Diplomarbeit über das Abwasserprojekt im Rigaer Stadtteil Pārdaugava ab.
Von den ersten Jahren seines Studiums an arbeitete Podnieks in der Abteilung für Wasserstraßenforschung und Hafenbau der Seefahrtsbehörde. In den 1930er Jahren war Podnieks als leitender Techniker in der Wasserwerksdirektion der Rigaer Stadtbetriebe tätig. Er beteiligte sich in den Jahren 1936 und 1937 am Bau der Pumpstation des Gutshofs Zaķu, eines der bedeutendsten Tiefbauwerke Lettlands. In den 1930er Jahren absolvierte Podnieks zwischenzeitlich auch seine Wehrpflicht in einem Kommunikationsbataillon.
Nach dem Zweiten Weltkrieg leitete Podnieks in Deutschland die Bauabteilung des Bezirks Hannover der Nothilfe- und Wiederaufbauverwaltung der Vereinten Nationen und setzte sich maßgeblich für die Verbesserung der Situation der Flüchtlinge ein. 1948 wanderte er mit seiner Familie nach Kanada aus.
Im Jahr 1949 trat Podnieks einem renommierten Ingenieurberatungsunternehmen in Toronto bei, wo er später Partner wurde. Unter seiner Führung wurden Wasser- und Abwasserprojekte für viele Gemeinden in der Provinz Ontario entwickelt.
Er war verheiratet mit Valija Podniece (1917–1973) und hatte eine Tochter.

### Basketball
Podnieks war vor allem als Basketballspieler bekannt. Er wurde auf der Position des Guard zweimal lettischer Meister, 1928 mit der Basketballabteilung des LSB Riga und 1930 mit der Universitätsmannschaft der Universität Lettlands. Podnieks absolvierte im Jahr 1928 ein Spiel für die lettische Basketballnationalmannschaft.

### Fußball
Podnieks spielte im Fußball als Stürmer. Er spielte vier Jahre lang als Teil des LSB Riga. 1926 gelang der Aufstieg in die Virslīga, die höchste lettische Spielklasse. Für die Mannschaft war Podnieks danach drei Spielzeiten in dieser Liga aktiv. 1930 wechselte Podnieks zu der Universitätsmannschaft der Universität Lettlands.

## Weblink
- Lebenslauf bei kazhe.lv (lettisch)

| Personendaten    | Personendaten                             |
| ---------------- | ----------------------------------------- |
| NAME             | Podnieks, Artēmijs                        |
| ALTERNATIVNAMEN  | Podnieks, Artemijs                        |
| KURZBESCHREIBUNG | lettischer Basketball- und Fußballspieler |
| GEBURTSDATUM     | 11. November 1908                         |
| GEBURTSORT       | Cēsis, Gouvernement Livland               |
| STERBEDATUM      | 7. Oktober 1971                           |
| STERBEORT        | Toronto, Ontario, Kanada                  |